# Ulica Szubińska w Bydgoszczy

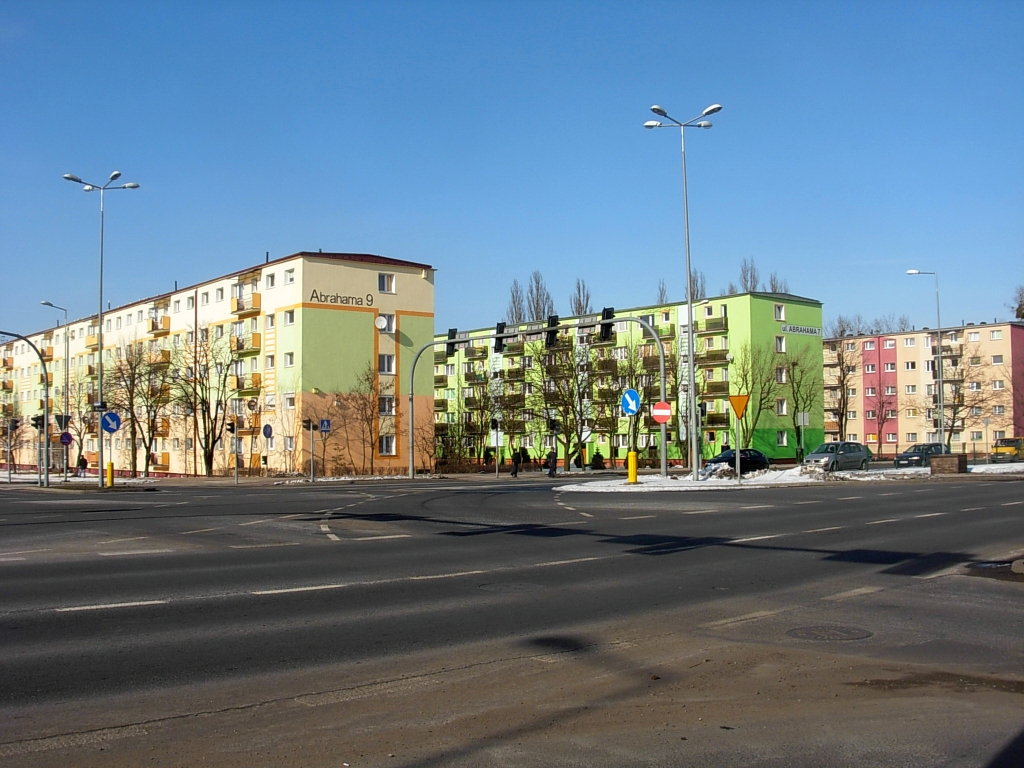
Skrzyżowanie ulicy Szubińskiej i 16 pułku Ułanów Wielkopolskich

Ulica Szubińska – ulica położona w południowo-zachodniej części miasta, stanowiąca historyczny i do dziś najważniejszy wylot z miasta w kierunku Poznania. W przeszłości znajdowała się w ciągu dróg międzynarodowych E83 (do 1985 roku), E261 oraz drogi krajowej nr 5; obecnie stanowi część drogi wojewódzkiej nr 223.

## Historia
Ulica Szubińska od średniowiecza stanowi główny trakt komunikacyjny wiodący z Bydgoszczy w kierunku Poznania. W okresie pruskim zwana była Główną Drogą. Obecnie ulica oddziela od siebie bydgoskie dzielnice Błonie oraz Górzyskowo.
Po II wojnie światowej wzrastający ruch samochodowy stworzył konieczność rozbudowy ulicy. W związku z tym ulica została poszerzona do 2 jezdni po 2 pasy każda. Wzrastający ruch uliczny spowodował po 1990 montaż sygnalizacji świetlnych na skrzyżowaniach z ul. Piękną, ul. Broniewskiego oraz – jako ostatnią – przy ul. Gnieźnieńskiej.
18 maja 1961, z powodu otwartych, niezamkniętych przez dróżnika zapór na przejeździe kolejowo-drogowym u wylotu ul. Szubińskiej, pociąg staranował samochód ciężarowy. Ofiar w ludziach nie było, ale dróżnik stanął przed bydgoskim sądem.
5 maja 1961 przez ul. Szubińską przejechał czwarty etap XIV Wyścigu Pokoju, który po popołudniowym starcie na Stadionie Zawiszy ruszył w 182-kilometrową trasę do Poznania. Start ostry do wyścigu miał miejsce za ówczesnym przejazdem kolejowo-drogowym.

## Komunikacja
Komunikacja na ul. Szubińskiej funkcjonuje już od okresu międzywojennego, kiedy władze miejskie uruchomiły linię autobusową na Glinki. Ruch autobusów odbywał się również w okresie okupacji niemieckiej, kiedy linia autobusowa łączyła lotnisko z Osiedlem Gdańskim. Po II wojnie światowej ruch autobusowy reaktywowano 16 stycznia 1949 roku. Od tej pory ulica stała się jednym z ważniejszych elementów układu komunikacyjnego miasta. W l. 70. rozpoczęto tu budowę linii tramwaju normalnotorowego; budowy nie dokończono, a ułożone już torowisko zostało rozebrane. Pomimo tego w osi ulicy zachowana jest rezerwa terenowa dla linii tramwajowej.
Obecnie na ul. Szubińskiej kursują autobusy linii nr 32N, 52, 53, 54, 55, 57, 59, 60, 64, 69, 79, 89, 91, 92 i 96.
Historycznie pojawiały się tutaj również pojazdy linii 35N, 57N, 59 bis, 62, 93, 102 i 103.

## Obciążenie ruchem
Ulica Szubińska należy do najbardziej obciążonych ruchem drogowym arterii komunikacyjnych w Bydgoszczy. Pomiar ruchu przy skrzyżowaniu z ul. Piękną w 2005 r. wykazał, że w szczycie komunikacyjnym przejeżdżają przez nie 43.483 pojazdy na dobę.

## Miejsca i obiekty

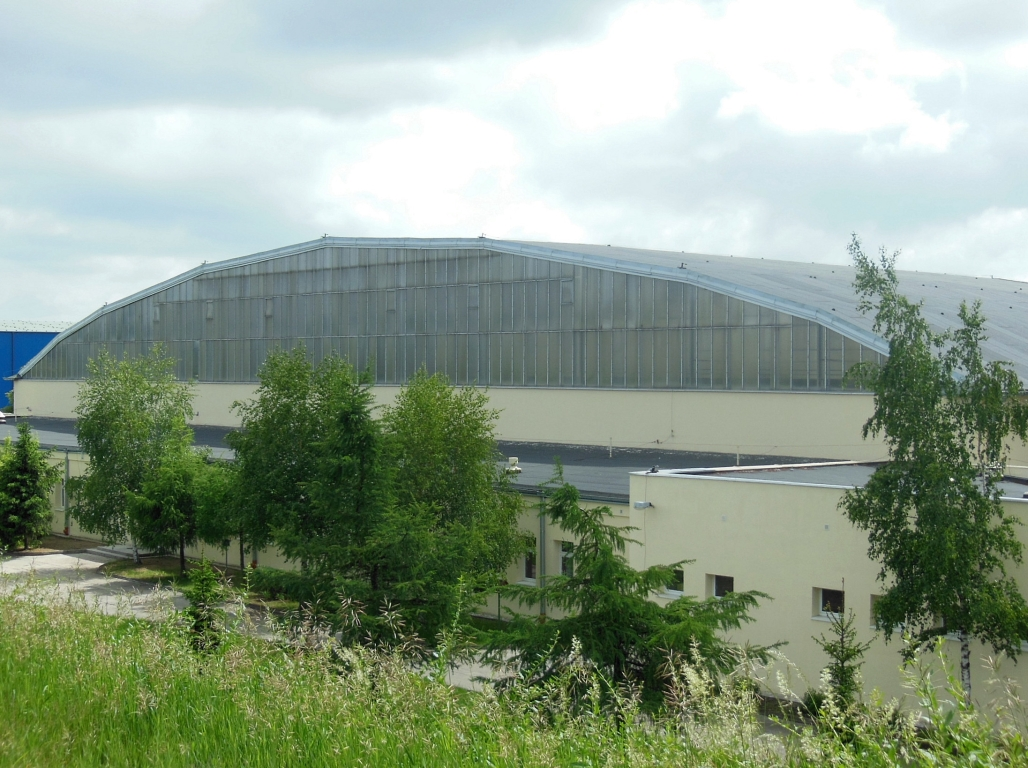
Wojskowe Zakłady Lotnicze nr 2 widziane z ul. Szubińskiej.

- Wojskowa Komenda Uzupełnień w Bydgoszczy (budynek z 1884)
- Castorama
- Centrum Szkolenia Sił Połączonych
- cmentarz żydowski (nieistniejący)
- Klub Lotnik
- Wojskowe Zakłady Lotnicze nr 2 (nr 107), od połowy lipca 2020 postawiono przy nich samolot Su-22M4 nr taktyczny 2028[8]
- Lidl (od 24 września 2020)[9][10]